# 겨울나들이
《겨울나들이》는 1984년 1월 28일에 방영된 TV문학관이다.

## 줄거리
주인공 '나'(정영숙)의 남편(이순재)은 60이 된 노화가로 어느 날 이산가족 찾기 방송이 나가자 시집간 딸(김미숙)을 모델로 한 여인상을 그리기 시작한다. 궁금하게 여긴 '나'는 남편이 그리는 여인상이 과거 한국전쟁기 피난길에 헤어진 첫번째 아내(딸의 생모)라는 것을 알고 충격을 받는데...

## 출연
- 정영숙
- 이순재
- 백일섭
- 김미숙
- 강효실
- 이신재
- 한은진
- 홍영자
- 양영준
- 김을동
- 양재성
- 서영진
- 박용식
- 송희남